# Pseudomops piceus
Pseudomops piceus är en kackerlacksart som beskrevs av Karlis Princis 1948. Pseudomops piceus ingår i släktet Pseudomops och familjen småkackerlackor.
Artens utbredningsområde är Peru. Inga underarter finns listade i Catalogue of Life.